# Лайу
Лайу́ (кит. упр. 莱芜, пиньинь Láiwú) — район городского подчинения города субпровинциального значения Цзинань провинции Шаньдун (КНР). Название происходит от ущелья Лайугу, через которое протекает река Цзышуй.

## История
При империи Цинь здесь был создан уезд Инсянь (嬴县). При империи Западная Хань были созданы уезды Моусянь (牟县) и Лайу (莱芜县).
При империи Северная Вэй уезд Лайу был расформирован, его северная часть вошла в состав уезда Бэйцю, а южная была разделена между уездами Инсянь и Моусянь. При империи Северная Ци в 556 году уезд Моусянь был присоединён к уезду Бопин (博平县).
При империи Суй в 596 году был вновь создан уезд Моучэн (牟城县), однако в начале VII века он был присоединён к уезду Инсянь. При империи Тан в 627 году уезд Инсянь был присоединён к уезду Бопин. В 704 году в бывшем центре уезда Инсянь был вновь создан уезд Лайу. В 820 году уезд Лайу был присоединён к уезду Цяньфэн (乾封县). В 827 году уезд Лайу был создан вновь.
В 1940 году коммунистами был создан Специальный район Тайшань (泰山专区), и уезд Лайу вошёл в его состав. В 1950 году специальные районы Тайшань и Тайси (泰西专区) были объединены в Специальный район Тайань (泰安专区). В 1958 году Специальный район Тайань был расформирован, и уезд Лайу перешёл под юрисдикцию города Цзинань, но в 1961 году Специальный район Тайань был воссоздан. В 1967 году Специальный район Тайань был переименован в Округ Тайань (泰安地区).
В августе 1983 году уезд Лайу был преобразован в городской уезд. В 1985 году округ Тайань был преобразован в городской округ Тайань.
В ноябре 1992 года постановлением Госсовета КНР городской уезд Лайу был выведен из состава городского округа Тайань и преобразован в отдельный городской округ Лайу; в этих местах при этом был образован район городского подчинения Лайчэн (莱城区).
Постановлением Госсовета КНР от 9 января 2019 года городской округ Лайу был расформирован, а входившие в его состав административные единицы перешли в состав города субпровинциального значения Цзинань; район Лайчэн был при этом переименован в Лайу.

## Административное деление
Район делится на 4 уличных комитета и 11 посёлков.

## Транспорт
В 2022 году введена в эксплуатацию высокоскоростная железная дорога Цзинань — Лайу. 